# ربات البيوت الحقيقيات في ميامي
ربات البيوت الحقيقيات في ميامي (اختصار RHOM ) هو مسلسل تلفزيوني واقعي أمريكي تم عرضه لأول مرة برافو في 22 فبراير 2011 ، ثم تم إحياؤه على بيكوك في 16 ديسمبر 2021. تم تطويره باعتباره الجزء السابع من امتياز ربات البيوت الحقيقيات، ويركز المسلسل على الحياة الشخصية والمهنية للعديد من النساء اللائي يعشن في ميامي، بولاية فلوريدا . تتكون الجولة الأولى من ثلاثة مواسم ، وتتكون الجولة الثانية من موسمين ومتزايد.
يتكون طاقم الممثلين في الموسم الخامس الأخير من قردى عبرة و ليزا هوشستين و جوليا ليميجوفا و نيكول مارتن و اليكسيا نيبولا و لارسا بيبين ، بالإضافة إلى كيكي بارث وأدريانا دي مورا وماريسول باتون كأصدقاء لربات البيوت. ومن بين أعضاء فريق التمثيل المميزين سابقًا ربات البيوت الأصليين ليا بلاك وكريستي رايس ؛ وربات البيوت اللاحقات جوانا كروبا وآنا كوينكوسيس وكارينت سييرا.

## نظرة عامة والصب

### المواسم 1–3
في 10 مارس 2010 ، أعلن برافو أن مسلسل نادي ميامي الاجتماعي قد تم اختياره كإعادة هيكلة لسلسلة 2009 ميامي الاجتماعية .  بعد اكتمال التصوير ، قرر برافو جعله جزءًا من امتياز ربات البيوت الحقيقيات الخاص بالشبكة.  تم عرض الموسم الأول لأول مرة في 22 فبراير 2011 ، وبطولة ليا بلاك ، وأدريانا دي مورا ، وأليكسيا إتشيفاريا ، وماريسول باتون ، و لارسا بيبين ، وكريستي رايس. غادر بيبن ورايس بعد الموسم الأول. 
تمت إضافة ليزا هوشتاين وجوانا كروبا وكارينت سييرا وآنا كوينكوسيس إلى فريق الممثلين للموسم الثاني ، والذي تم عرضه لأول مرة في 13 سبتمبر 2012. تم تخفيض رتبة إشيفاريا إلى دور متكرر من أجل قضاء المزيد من الوقت لرعاية ابنها ، المصاب في حادث سيارة عام 2011.     
ظهر الموسم الثالث لأول مرة في 12 أغسطس 2013 ، مع عودة Echevarria كربة منزل بدوام كامل ، بينما تم تخفيض رتبة Patton و Quincoces إلى القدرة المتكررة. ظهرت سييرا كضيف. بحلول سبتمبر 2016 ، صرح برافو أن The Real Housewives of Miami قد "انتهى" ، مما يجعل الامتياز ثاني امتياز ينتهي بعد The Real Housewives of DC الذي تم إلغاؤه في عام 2010 بعد موسم واحد.

### الموسم 4-حتى الآن
في نوفمبر 2020 ، قال المنتج التنفيذي لشركة ربات البيوت الحقيقيات ، آندي كوهين ، إن هناك محادثات لإعادة العرض لموسم رابع على خدمة البث بيكوك .  في فبراير 2021 ، تم تأكيد عودة المسلسل.   بعد فترة وجيزة من الإعلان ، صرح أعضاء فريق التمثيل السابقون جوانا كروبا وليا بلاك بأنهم غير مهتمين بالظهور في الموسم الجديد. 
في أكتوبر 2021 ، أكد بيكوك أن الموسم الرابع سيُعرض لأول مرة في ديسمبر 2021 مع ربات البيوت العائدات ليزا هوشستين وأليكسيا نيبولا (إيشفاريا سابقًا) ولارسا بيبن التي انضمت إليها جيردي أبريرا وجوليا ليميجوفا ونيكول مارتن. أُعلن أن أدريانا دي مورا و ماريسول باتون سيعودان كأصدقاء لربات البيوت مع انضمام كيكي بارث أيضًا كصديق.  تم بث الموسم على برافو في أبريل 2022. 
في أكتوبر 2022 ، أكد بيكوك أن الموسم الخامس سيُعرض لأول مرة في ديسمبر 2022 ، مع عودة الممثلين للموسم الرابع بأكمله ، وظهور ليا بلاك كضيف.  في 16 أكتوبر 2022 ، تم عرض المقطع الدعائي للموسم الخامس لأول مرة في برافو كون وكشف عن موعد العرض الأول في 8 ديسمبر 2022 حصريًا على بيكوك.  تم عرض الحلقات الأربع الأولى يوم الخميس 8 ديسمبر مع انخفاض الحلقات الجديدة أسبوعيًا بعد ذلك ليصبح المجموع 19 حلقة. 
في مايو 2023 ، أُعلن أن المسلسل سيعود إلى برافو في موسمه السادس ، على الرغم من استمراره في البث على بيكوك. 

### الجدول الزمني لأعضاء فريق التمثيل
| طاقم الممثلين         | مواسم    | مواسم | مواسم    | مواسم | مواسم    | مواسم |
| طاقم الممثلين         | 1        | 2     | 3        | 4     | 5        | 6     |
| --------------------- | -------- | ----- | -------- | ----- | -------- | ----- |
| ليا بلاك              | بطولة    | بطولة | بطولة    |       | دور شرفي |       |
| أدريانا دي مورا       | بطولة    | بطولة | بطولة    | صديقة | صديقة    | صديقة |
| اليكسيا نيبولا        | بطولة    | صديقة | بطولة    | بطولة | بطولة    | بطولة |
| ماريسول باتون         | بطولة    | بطولة | صديقة    | صديقة | صديقة    | صديقة |
| لارسا بيبين           | بطولة    |       |          | بطولة | بطولة    | بطولة |
| كريستي رايس           | بطولة    |       |          |       |          |       |
| ليزا هوشستين          |          | بطولة | بطولة    | بطولة | بطولة    | بطولة |
| جوانا كروبا           |          | بطولة | بطولة    |       |          |       |
| آنا كوينكوسيس         | دور شرفي | بطولة | صديقة    |       |          |       |
| كارينت سييرا          |          | بطولة | دور شرفي |       |          |       |
| قردى عبرة             |          |       |          | بطولة | بطولة    | بطولة |
| جوليا ليميجوفا        |          |       |          | بطولة | بطولة    | بطولة |
| نيكول مارتن           |          |       |          | بطولة | بطولة    | بطولة |
| أصدقاء من ربات البيوت |          |       |          |       |          |       |
| كيكي بارث             |          |       |          | صديقة | صديقة    | صديقة |

## الحلقات
List of The Real Housewives of Miami episodes

## هافانا إلسا
أثناء بث الموسم الثاني من The Real Housewives of Miami ، أصدر برافو سلسلة ويب بعنوان Havana Elsa .  ظهرت في المسلسل إلسا باتون ، والدة عضو فريق التمثيل المتفرغ ، ماريسول باتون ، وهي تشرع في إطلاق خط القهوة الخاص بها ، والذي يحمل أيضًا اسم هافانا إلسا .   بثت سلسلة الويب ما مجموعه 9 حلقات. 

## استقبال

### التقييمات
| الموسم | الموسم | رقم الحلقة | رقم الحلقة | رقم الحلقة | رقم الحلقة | رقم الحلقة | رقم الحلقة | رقم الحلقة | رقم الحلقة | رقم الحلقة | رقم الحلقة | رقم الحلقة | رقم الحلقة | رقم الحلقة | رقم الحلقة | رقم الحلقة | رقم الحلقة | رقم الحلقة | رقم الحلقة | رقم الحلقة |
| الموسم | الموسم | 1          | 2          | 3          | 4          | 5          | 6          | 7          | 8          | 9          | 10         | 11         | 12         | 13         | 14         | 15         | 16         | 17         | 18         | 19         |
| ------ | ------ | ---------- | ---------- | ---------- | ---------- | ---------- | ---------- | ---------- | ---------- | ---------- | ---------- | ---------- | ---------- | ---------- | ---------- | ---------- | ---------- | ---------- | ---------- | ---------- |
|        | 1      | 1.21       | 1.03       | 1.30       | 1.10       | 1.19       | 1.09       | 0.72       | 1.09       | غ/م        | غ/م        | غ/م        | غ/م        | غ/م        | غ/م        | غ/م        | غ/م        | غ/م        | غ/م        | غ/م        |
|        | 2      | 1.06       | 1.02       | 0.96       | 0.84       | 0.87       | 0.76       | 0.85       | 1.35       | 1.09       | 1.63       | 1.13       | 1.02       | 0.95       | 1.12       | 1.25       | 1.21       | 1.28       | 0.93       | 1.07       |
|        | 3      | 1.35       | 1.39       | 1.32       | 1.01       | 1.01       | 1.06       | 0.81       | 0.65       | 0.80       | 0.86       | 0.83       | 0.76       | 1.37       | 0.95       | 1.07       | 1.00       | 1.02       | غ/م        | غ/م        |
|        | 4      | 0.37       | 0.31       | 0.34       | 0.32       | 0.24       | 0.24       | 0.25       | 0.24       | 0.29       | 0.27       | 0.25       | 0.34       | 0.20       | 0.30       | 0.28       | غ/م        | غ/م        | غ/م        | غ/م        |

## روابط خارجية
- الموقع الرسمي
- ربات البيوت الحقيقيات في ميامي  في قاعدة بيانات الأفلام على الإنترنت (بالإنجليزية)

قالب:The Real Housewivesقالب:Bravo programmingقالب:Peacock (streaming service)